# 1856 aux États-Unis
Pour des articles plus généraux, voir Chronologie des États-Unis et 1856.
Chronologie des États-Unis
- 1852
- 1853
- 1854
- 1855
- 1856
- 1857
- 1858
- 1859
- 1860

Cette page concerne des événements d'actualité qui se sont produits durant l'année 1856 du calendrier grégorien aux États-Unis.

## Gouvernement
- Président : Franklin Pierce Démocrate
- Vice-président : vacant
- Secrétaire d'État : William L. Marcy
- Chambre des représentants - Président : Nathaniel Prentice Banks (Parti américain) à partir du 2 février

## Événements
- Janvier : Charles L. Robinson est élu gouverneur du Territoire du Kansas, mais cette élection sera contestée par le gouvernement fédéral et il sera condamné à la pendaison pour "haute trahison" et “usurpation d'office”.
- 8 janvier : John Veatch découvre de grands dépôts de borax en Californie.
- 24 janvier : le Président Franklin Pierce déclare que le gouvernement de Charles L. Robinson, dans le Territoire du Kansas, est illégal.
- 1er février : fondation de l'université d’Auburn à Auburn (Alabama).
- 2 février : Dallas devient officiellement une ville.
- 18 février : le Parti américain tient convention à Philadelphie et nomme son premier candidat pour la présidence des États-Unis, l'ancien président Millard Fillmore.
- 6 mars : fondation du Maryland Agricultural College, future université du Maryland, à College Park (Maryland).
- Après le 19 avril : Le fils de Thomas Rogers, Jacob S. Rogers, reprend l'entreprise Rogers, Ketchum & Grosvenor dirigée précédemment par son père, la réorganise et la rebaptise Rogers Locomotive and Machine Works[1].

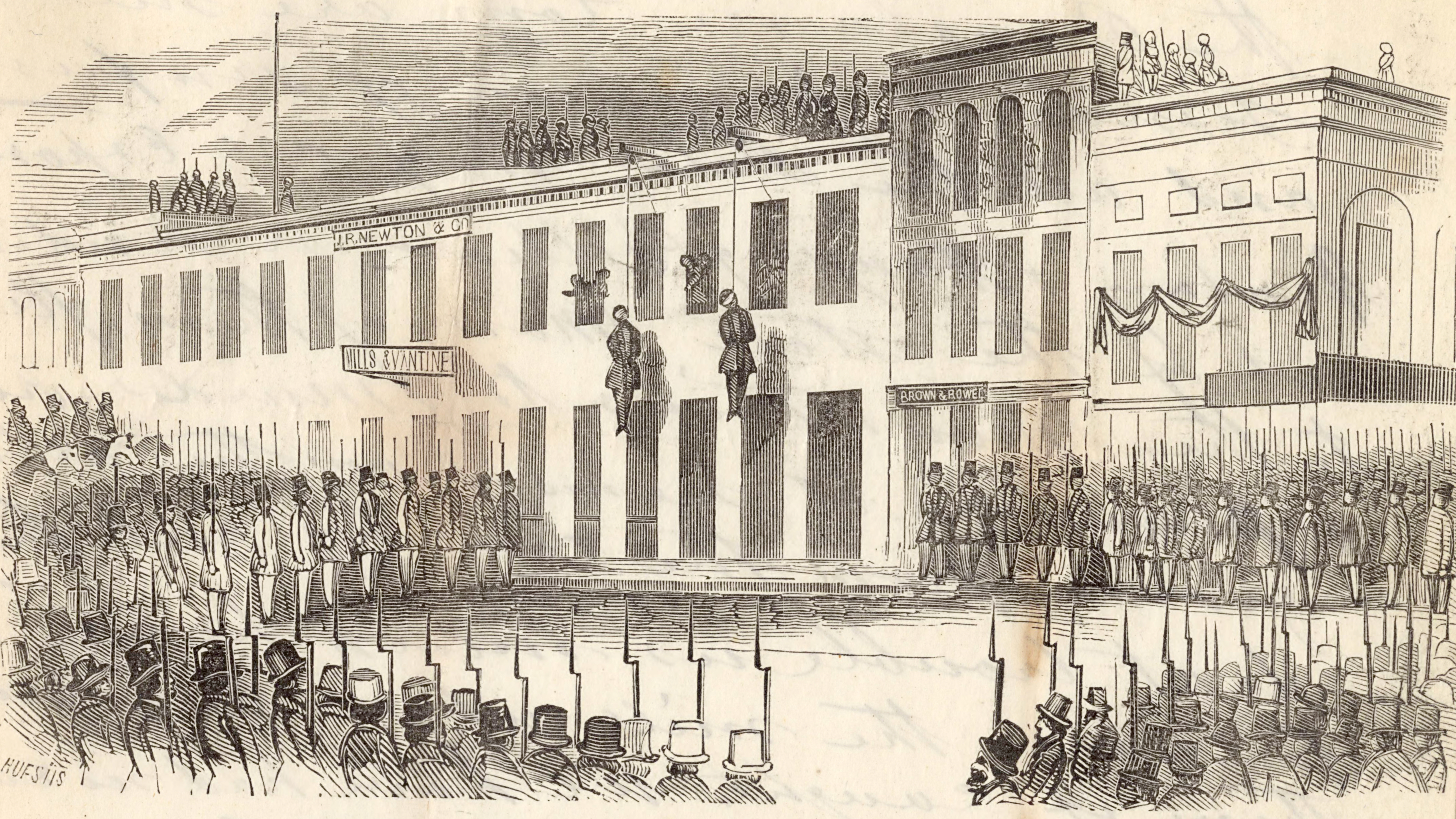
Charles Cora et James Casey pendus par le comité de vigilance à San Francisco, en 1856.

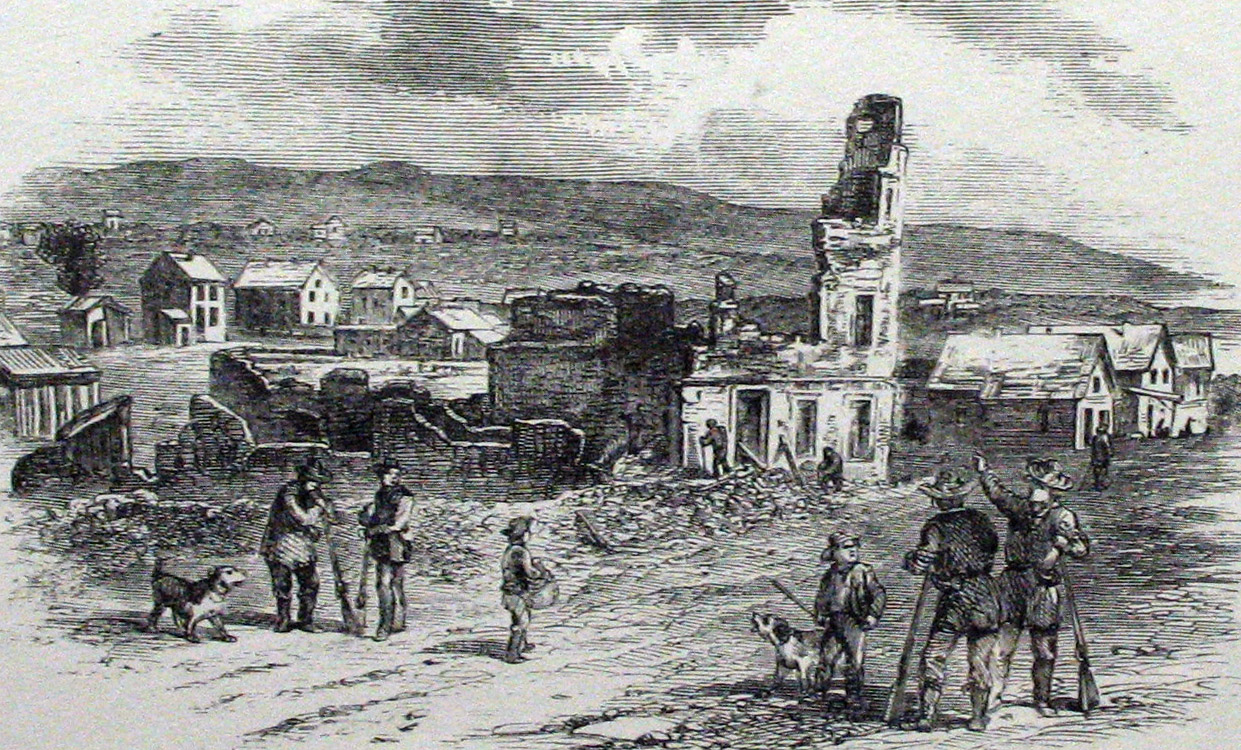
21 mai : Lawrence (Kansas) après le saccage

- 14 mai : un comité de vigilance, le San Francisco Vigilance Movement, est fondé à San Francisco, Californie. Elle lynche deux bandits, arrête la plupart des fonctionnaires démocrate et se destitue le 18 août 1856.
- 2 juin : bataille de Black Jack entre pro-esclavagistes et abolitionnistes au Kansas[2].
- 21 mai : saccage de Lawrence (Kansas) par les pro-esclavagistes[3].
- 22 mai : après un discours enflammé contre les pro-esclavagistes du Kansas, Charles Sumner, Sénateur du Massachusetts est roué à coups de canne et gravement blessé par Preston Brooks, représentant de la Caroline du Sud. Charles Sumner aura besoin de trois ans pour récupérer ; Preston Brooks devient un héros dans le sud des États-Unis.
- Nuit du 24 au 25 mai : massacre de cinq pro-esclavagistes à Pottawatomie par des abolitionnistes dirigés par John Brown, en réaction au saccage de Lawrence (Kansas) du 21 mai[3].
- 2 juin : bataille de Black Jack entre pro-esclavagistes et abolitionnistes au Kansas[2].
- 9 juin : 500 mormons quittent Iowa City, et vont vers l'ouest pour Salt Lake City, Utah.
- 17 juillet : catastrophe ferroviaire entre Camp Hill (Pennsylvanie) et Fort Washington (Pennsylvanie).

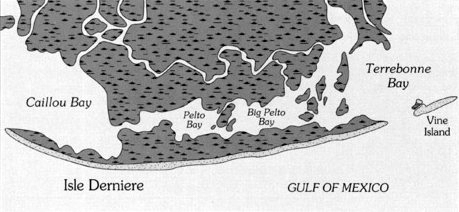
Isle Dernière, (Louisiane) en 1853

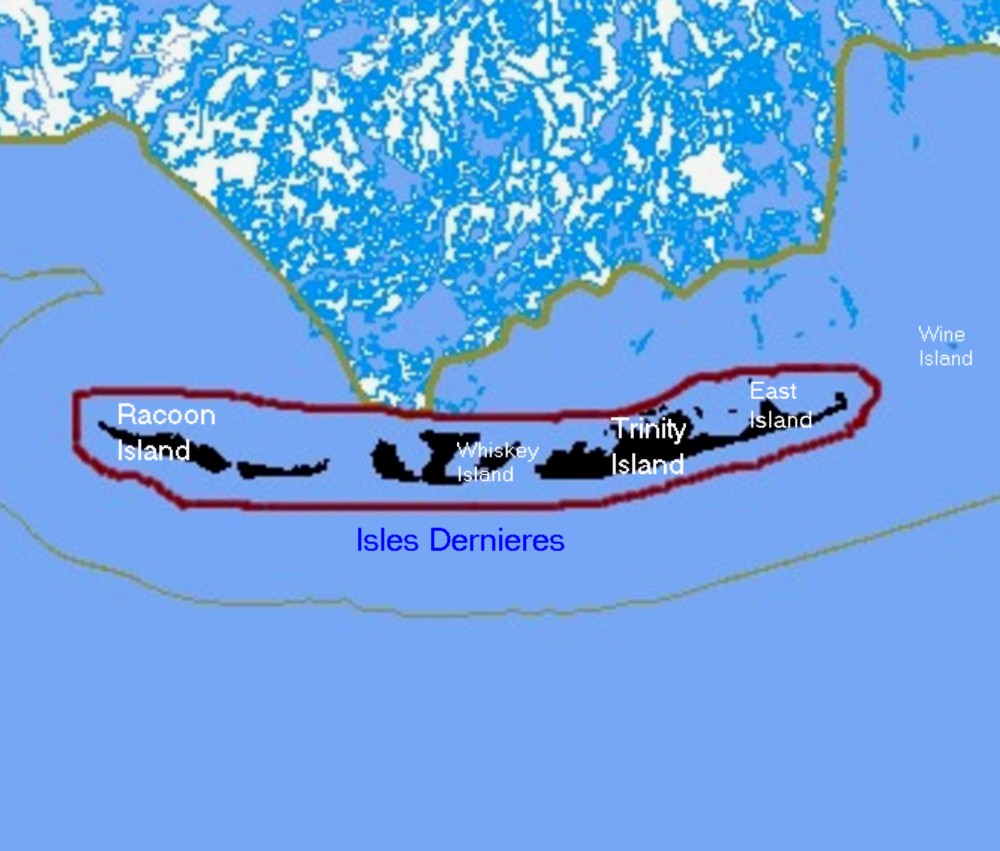
Isle Dernière, (Louisiane) en 2009

- 10 août : un ouragan détruit Isle Dernière, une place de villégiature des riches planteurs pour fuir la chaleur et les insectes, et fait 400 morts.
- 25 août : Daniel Woodson (en), gouverneur intérimaire du Kansas, pro-esclavagiste, décrète l’état de guerre au moment[4] où les opposants à l’entrée du Kansas dans l’Union comme État esclavagiste déclenchent la guérilla.
- 30 août : bataille de Osawatomie entre pro-esclavagistes et abolitionnistes au Kansas[3].

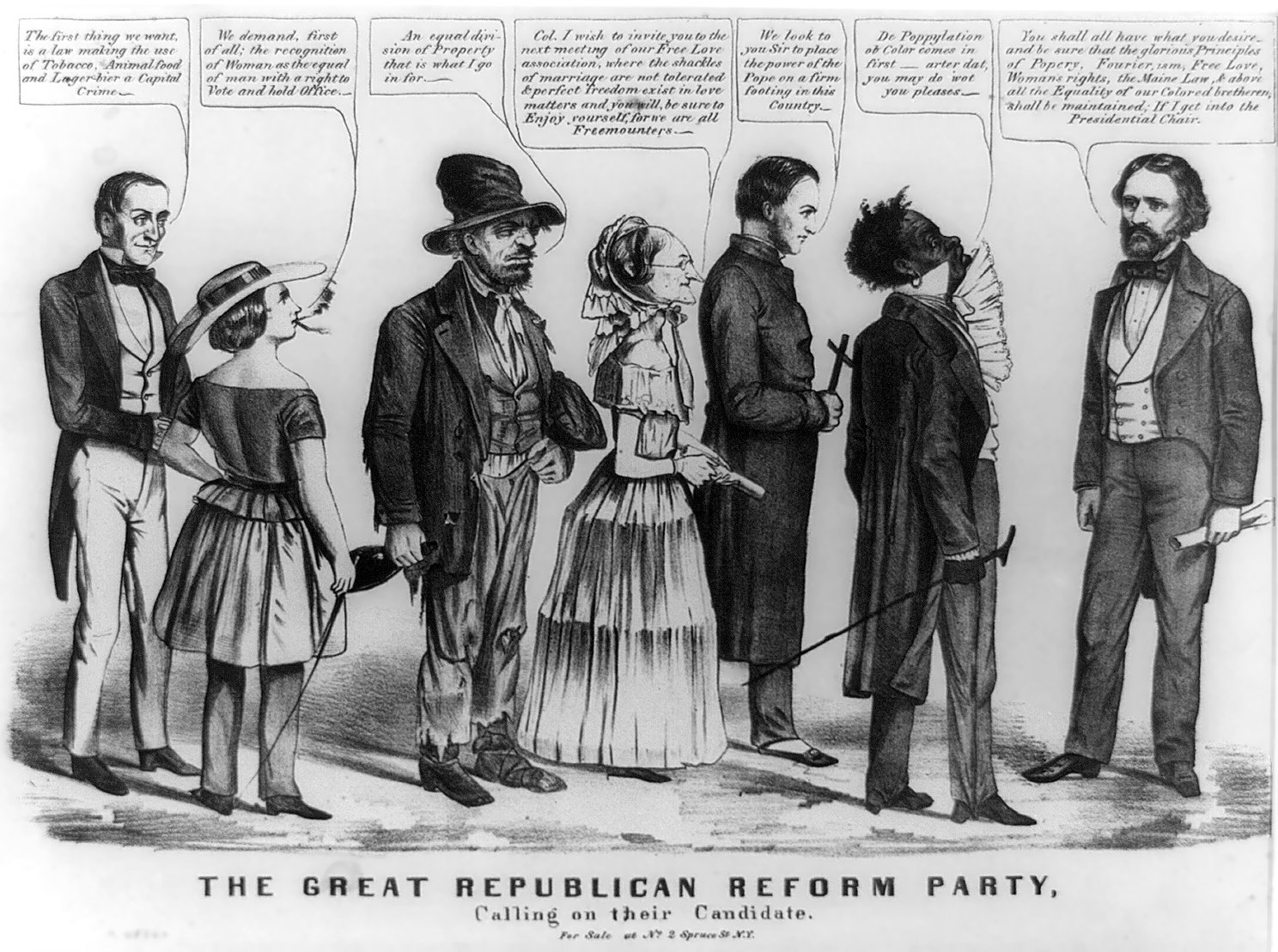
Campagne électorale aux États-Unis : Frémont, candidat républicain, face à ses électeurs

- 4 novembre : élection présidentielle. Le démocrate James Buchanan obtient un mandat de président des États-Unis contre ses adversaires le républicain John C. Frémont et Millard Fillmore du Parti américain[5].
- 17 novembre : l'US Army construit le Fort Buchanan sur les berges de Sonoita Creek afin d'assurer le contrôle des territoires acquis lors de l'achat Gadsden.
- 21 novembre : fondation de Niagara University, université catholique, sous le nom de Séminaire Notre-Dame des Anges. Elle est située dans le Comté de Niagara dans l'État de New York.
- 5 décembre : publication d’un article dans le New York Clipper qui fait mention du baseball comme le « national pastime », le passe-temps national des Américains[6].
- Guerre de Yakima : conflit entre les États-Unis et le peuple Yakamas, alors tribu amérindienne du Territoire de Washington et désormais sud-est de l'État de Washington, de 1855 à 1858.
- Les deux principaux innovateurs de la machine à coudre, Elias Howe et Isaac Singer, fondent leur propre usine. En quinze ans, le parc de machine à coudre atteindra 700 000 aux États-Unis.
- Premier numéro du mensuel américain spécialisé : Billiard Cue[7].

## Naissances
- 12 janvier : John Singer Sargent, peintre.
- 20 mars : Frederick Winslow Taylor, (né à Germantown (Pennsylvanie) - décédé le 21 mars 1915, à Philadelphie (Pennsylvanie)), était un ingénieur qui a mis en application l'organisation scientifique du travail, qui est la base de la révolution industrielle du XXe siècle.
- 5 avril : Booker T. Washington (décédé le 14 novembre 1915) fut enseignant, écrivain et surtout un militant qui défendit les droits des Américains noirs.
- 23 avril : Granville Woods, (né à Columbus (Ohio) mort le 30 janvier 1910 à New York) aussi appelé Black Edison est l'inventeur du The Multiplex Telegraph américain.
- 6 mai : Robert Edwin Peary (mort en 1920), explorateur américain.
- 15 mai : L. Frank Baum, (décédé le 6 mai 1919), était un auteur, acteur et réalisateur indépendant, plus connu comme créateur, avec l'illustrateur William Wallace Denslow, d'un des livres pour enfants les plus populaires aux États-Unis : Le Magicien d'Oz (1900).
- 3 septembre : Louis Sullivan, architecte, est né à Boston et mort à Chicago le 14 avril 1924.
- 3 novembre : Louis Brandeis, (né à Louisville (Kentucky) – décédé à Washington DC le 5 octobre 1941), est un avocat américain, membre de Cour suprême des États-Unis ainsi qu'un important soutien au mouvement sioniste américain. Un des principaux conseillers économiques de Woodrow Wilson puis de Franklin Delano Roosevelt, il est un des symboles de l'ère progressiste et un des pionniers d'une concurrence régulée. Il a participé à la création de la Federal Reserve System et a apporté de nouvelles idées à la Federal Trade Commission (FTC). Il a introduit également le Brandeis Brief qu'on pourrait aussi traduire comme l'argumentation juridique à la Brandeis dont la caractéristique est de ne pas s'appuyer seulement sur la théorie juridique pure mais de reposer également sur des analyses empiriques et sur des avis d'experts. C'est grâce à cette technique qu'il fit avancer la cause des salariés, participa à la création d'un salaire minimum et d'une limitation des heures de travail. Plus tard cette technique a servi à la lutte contre la ségrégation scolaire. Il a aussi beaucoup influencé la façon d'aborder la liberté d'expression et le droit à la vie privée.
- 21 novembre : William Emerson Ritter, est un biologiste marin et un zoologiste, né dans le comté de Hampden et mort le 10 janvier 1944.
- 22 novembre : Heber J. Grant, (décédé en 1945), a été le 7e président de l'Église de Jésus-Christ des saints des derniers jours (1918-1945).
- 22 décembre : Frank Billings Kellogg, (décédé le 21 décembre 1937), fut Secrétaire d'État de 1925 à 1929 et Prix Nobel de la paix en 1929.
- 28 décembre : Woodrow Wilson, 28e président des États-Unis.

## Décès
- 16 janvier : Thaddeus William Harris, est un médecin et un entomologiste et un bibliothécaire, né le 12 novembre 1795 à Dorchester dans le Massachusetts et mort à Cambridge dans le Massachusetts.

### Date imprécise
- Martha Ann Honeywell artiste handicapée américaine.

#### Articles généraux
- Histoire des États-Unis de 1776 à 1865
- Évolution territoriale des États-Unis
- Troisième Guerre séminole
- Bleeding Kansas
- Guerre de Yakima

#### Articles sur l'année 1856 aux États-Unis
- Élection présidentielle américaine de 1856